# 少数代表制
少数代表制（しょうすうだいひょうせい、ドイツ語: Minderheitenvertretung）とは、ある程度の少数に支持されている候補者も当選できるように工夫された選挙制度の総称である。比較多数ないしは絶対多数に支持されている候補者だけを当選させる制度の総称である多数代表制の対義語である。

## 比例代表制との違い
比例代表制は、上記の意味で少数代表制と考えることもできるが、少数代表は比例代表制とは区別されている。比例代表制は、票の移譲によって一定の有権者数に対して一議席を保証するが、少数代表制はこれを保証しないからである。この意味で、少数代表制に替わって、準比例代表制 (Semi-proportional representation) の語も用いられている。

## 少数代表制に分類される選挙制度
以下の制度が少数代表制に分類されている。

### 累積投票法
累積投票法は、少数（Minoritäten）を技術的に強化する方法である。累積投票法において、選挙人は、その選挙区の議員定数と同数の投票権を有し、これを同一の候補者に対して累積して行使することが許される。小政党は、1名の候補者に票を集中累積させて、この候補者を選出することが可能となる。
しかしながら、累積投票法は、少数代表の確実な方法ではない。1議席の獲得を目指して1名の候補者にその票を累積させた結果、得票は2名の議員を選出することが可能であったと判明する場合がある。また、その逆に、票を数名の候補者に分散させた結果、1名も当選しない場合がある。

### 制限連記制
制限連記投票法（beschränkte Stimmgebung）は、多数（Majoritäten）を技術的に弱小化する方法である。制限連記制は、選挙区の議員定数が3名以上であることを前提とし、選挙人に対して複数の投票権を認めるものであるが、当該選挙区の議員定数までには至らない制限された投票権を認めるものである。例えば、議員定数3名の選挙区では2名まで、議員定数4名の選挙区では3名までの候補者について、連記投票が許される。
例えば、議員定数3名の選挙区において、甲党を支持する選挙人が3,000人、乙党を支持する選挙人が2,000人いるとした場合、甲党の選挙人がその有する2票を甲党の候補者A、Bに対して投票するとすれば、A、Bは、ともに3,000票を得て当選し、乙党の候補者X、Yは、同様に、ともに2,000票を得ることとなり、この選挙区では、甲党のA、Bと、乙党のXまたはYの、合計3名が当選者となり、少数党からも議員を選出する可能性が生まれることとなる。

### 順席逓減法
順席逓減法（System der Rangordnungsziffer）は、選挙区の議員定数に達するまで連記投票を認めるが、その投票の効力に差等を付し、第1位の候補者に1、第2位の候補者に2分の1、第3位の候補者に3分の1の効力を付与する方法である。順席逓減法は、かつて、フランクフルトにおいて提案されたことがあるとされる。

### 大選挙区単記非移譲式投票制
大選挙区における単記非移譲式投票とは、選挙区の議員定数を2名以上とし、選挙人は単記の投票を行い、その候補者に投ぜられた票が他に移譲されることのない方法をいう。この場合、選出議員は、必ずしも選挙区内の多数党に独占されることはなく、少数党にも選出の機会が与えられることとなる。ただし、多数党が1名の候補者に票を集中させ、少数党が複数の候補者に票を均分した場合には、少数党がかえって多数の議席を獲得する可能性がある。同様の事象は、多数党が候補者を濫立させた場合にも生じ得る。
大選挙区単記非移譲式投票制を主たる選挙方法としていたのは、わずかに日本のみである。日本では、衆議院議員選挙において、1889年（明治22年）から1900年（明治33年）までと1919年（大正8年）から1925年（大正14年）までが小選挙区制であったほかは、1994年（平成6年）まで大選挙区単記移譲式投票制（いわゆる中選挙区制）が採用されていた。また、参議院議員選挙においては、全国区（1947年（昭和22年）〜1983年（昭和58年）と、地方区のうち改選議席が2以上の選挙区が大選挙区単記移譲式投票制である。